# Андел
Андел (фр. Andelle) је река у Француској. Дуга је 57 km. Улива се у Сену. 